# Јуриј Здовц
Јуриј Здовц (13. децембар 1966) јесте словеначки кошаркашки тренер и бивши кошаркаш. 

## Играчка каријера
Здовц је каријеру почео у љубљанској Олимпији за коју је играо до 1991. године. По одласку из Олимпије, годину дана је провео у Виртусу из Болоње да би у сезони 1992/93. заиграо за Лимож и освојио своје прве трофеје у клупској каријери - Куп европских шампиона и Првенство Француске. Наредних неколико година је провео у екипи Ираклиса да би у јануару 1997. потписао за Париз Расинг са којим је остао до краја сезоне и освојио још једно Првенство Француске. Следећи клуб му је био турски Тофаш да би се 1998. вратио у љубљанску Олимпију и у наредне две сезоне са клубом освојио једно Првенство Словеније и два Купа. У сезони 2000/01. је наступао за грчки Паниониос да би се за сезону 2001/02. вратио у Олимпију где је поред освојене дупле круне у Словенији освојио и прву сезону Јадранске лиге. Током сезоне 2002/03. наступа за Слован а последњи клуб у каријери му је био Сплит са којим је освојио Првенство Хрватске.
Са репрезентацијом Југославије је освојио златну медаљу на Европским првенствима 1989. и 1991, као и на Светском првенству 1990. Због рата у Словенији, словеначка влада је повукла Здовца са Европског првенства 1991. након неколико утакмица. Југославија је одбранила златну медаљу на том првенству. Након распада СФРЈ je играо за репрезентацију Словеније. Са њима је наступао на пет Европских првенстава (1993, 1995, 1997, 1999).

## Тренерска каријера

### Клубови
Здовц је тренерску каријеру почео 2003. као помоћник Петру Скансију у екипи Крке. Први пут на позицију главног тренера сео је крајем исте године у Сплиту, са којим је 2004. године освојио Куп Хрватске. Касније је водио Слован и Ираклис, након чега је постао спортски директор у Унион Олимпији, а онда се вратио у тренерске воде у сарајевској Босни. Са Босном је 2008. освојио титулу првака БиХ, а онда је од 2009. до 2011. био тренер Унион Олимпије. Са Олимпијом, коју је водио и у Евролиги, је освојио Првенство Словеније 2009, а Куп Словеније освајао је 2009, 2010. и 2011. године.
Од 2011. до 2013. године био је тренер Спартака из Санкт Петербурга и 2012. године проглашен је тренером године у Еврокупу. После Спартака преузео је турски Газијантеп, а од децембра 2015. до марта 2017. је водио атински АЕК. У јуну 2017. је постављен за тренера загребачке Цедевите. Са овим клубом је у сезони 2017/18. освојио Суперкуп Јадранске лиге, као и Куп и Првенство Хрватске. Ипак, није успео да оствари примарни циљ и освоји Јадранску лигу или Еврокуп, чиме би одвео Цедевиту у Евролигу, па је на крају сезоне клуб одлучио да не продужи уговор њим.
У фебруару 2019. је по други пут у тренерској каријери преузео љубљанску Олимпију. Није успео да спасе Олимпију од испадања из Јадранске лиге, након чега је поражен и у финалу Првенства Словеније од Приморске. У мају 2020. је преузео француски клуб Метрополитан 92. Напустио је Метрополитан у јулу 2021. У октобру 2021. је постављен за тренера литванског Жалгириса.

### Репрезентација
Здовц је у два наврата био и селектор репрезентације Словеније. Са том репрезентацијом је 2009. године освојио четврто место на Европском првенству у Пољској, 2014. године је на Светском првенству у Шпанији освојио седмо место, а на Европском првенству 2015. на којем су домаћини били Хрватска, Француска, Немачка и Летонија са Словенијом је испао у осмини финала.

## Успеси
| Играчки Клупски Лимож : Евролига (1): 1992/93 . Првенство Француске (1): 1992/93. Париз Расинг : Првенство Француске (1): 1996/97. Унион Олимпија : Јадранска лига (1): 2001/02. Првенство Словеније (2): 1998/99, 2001/02. Куп Словеније (3): 1999, 2000, 2002. Сплит : Првенство Хрватске (1): 2002/03. Репрезентативни Олимпијске игре : 1988 . Европско првенство : 1989 . Светско првенство : 1990 . Европско првенство : 1991 . | Тренерски Клупски Сплит : Куп Хрватске (1): 2004. Босна : Првенство БиХ (1): 2007/08. Унион Олимпија : Првенство Словеније (1): 2008/09. Куп Словеније (3): 2009, 2010, 2011. Суперкуп Словеније (1): 2010. Цедевита : Првенство Хрватске (1): 2017/18. Куп Хрватске (1): 2018. Суперкуп Јадранске лиге (1): 2017 . Појединачни Тренер године УЛЕБ Еврокупа (1): 2011/12. |